# Serguéi Mélnikov
Serguéi Melnikov (Rusia, 8 de noviembre de 1968) es una atleta del Equipo Unificado retirado especializado en la prueba de 1500 m, en la que consiguió ser subcampeón europeo en pista cubierta en 1992.

## Carrera deportiva
En el Campeonato Europeo de Atletismo en Pista Cubierta de 1992 ganó la medalla de plata en los 1500 metros, con un tiempo de 3:42.44 segundos, tras el británico Matthew Yates y por delante del croata Branko Zorko.